# Dobiesław (Darłowo)
Dobiesław (deutsch Abtshagen) ist ein Dorf in der polnischen Woiwodschaft Westpommern. Es liegt im Powiat Sławieński (Schlawer Kreis) und gehört zur Gmina Darłowo (Gemeinde Rügenwalde).

## Geographische Lage
Das Kirchdorf liegt in Hinterpommern, etwa 16 Kilometer südlich der Ostseestadt Darłowo (Rügenwalde) und 25 Kilometer südwestlich der Stadt Sławno (Schlawe).
Das langgestreckte Hufenhaufendorf befindet sich auf einem flachen Nordsüd-Höhenrücken in etwa 25 Metern über dem Meeresspiegel, der nach Osten zum Tal der Grabow (Grabowa) auf sieben Meter, im Westen bis auf 14 Meter abfällt. Nachbargemeinden sind: im Westen Wierciszewo (Wandhagen) und Bielkowo (Beelkow), im Norden Gleźnowo, Boryszewo (Büssow) und Jeżycki (Neuenhagen Abtei), im Osten jenseits der Grabow Przystawy (Pirbstow) und im Süden Wiekowo (Alt Wieck).

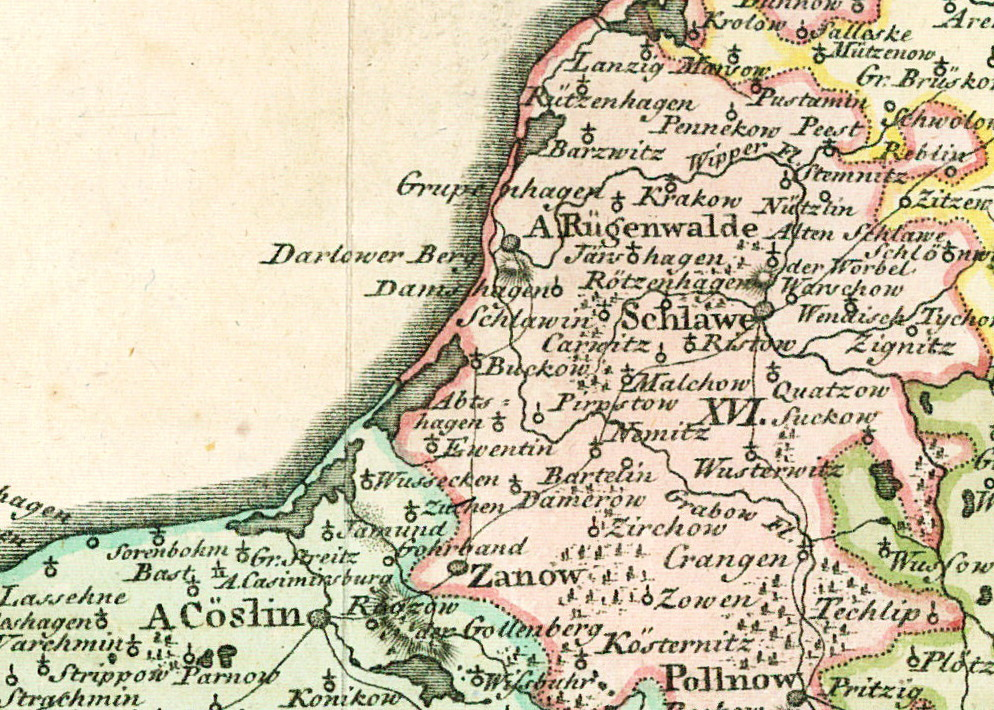
Kirchdorf Abtshagen südlich von Rügenwalde und südwestlich von Schlawe auf einer Landkarte von 1793

## Ortsname
Der deutsche Name Abtshagen bezog sich ursprünglich auf das Kirchspiel. Das Dorf selbst wurde des Abtes Papenhagen up der Wyck genannt. Die Namen Abtshagen und Papenhagen kommen auch in dem Gebiet des Zisterzienserklosters Dargun in Mecklenburg vor, so dass die Siedler, die über das Kloster Buckow hierher kamen, die Namen mitgebracht haben könnten.

## Geschichte
Die Gegend um die Ortschaft ist uraltes Kulturland. Funde von megalithkeramischen Scherben und Feuersteinmeißeln weisen auf eines Besiedlung in der Steinzeit hin. Auch aus der Bronzezeit wurden mehrere Urnen gefunden. Auf dem flachen Höhenrücken hier sollen um 1000 die Wikinger in Richtung Polanów (Pollnow) vorgestoßen sein.
Als die Zisterziensermönche des Klosters Dargun um 1260 in See Buckow (Bukowo Morskie) das Kloster Buckow gründen, fanden sie eine Reihe von Wendensiedlungen vor, aber auch schon deutsche Bauern, da nicht mehr die wendische Garbenzehnte, sondern die deutsche Hufenverfassung üblich war.
Das Dorf dürfte in der zweiten Hälfte des 13. Jahrhunderts angelegt worden sein. Es war dem Kloster Buckow dienstpflichtig. Nach der Reformation 1535 in Pommern wurden die Abteidörfer dem Amt Rügenwalde übereignet.
Während des Dreißigjährigen Krieges kam es öfter – besonders 1638 – zu allgemeinen Plünderungen des Dorfes mit großen Schäden. Nach Aufhebung der Leibeigenschaft 1719 wurden die Bauern 1804 Erbpächter auf ihren Höfen.
Bis 1945 gehörte Abtshagen mit Beelkow (polnisch: Bielkowo), Eventin (Iwięcino), Wandhagen (Wierciszewo) und Alt Wieck (Wiekowo) zum Amt Eventin im Landkreis Schlawe i. Pom. im Regierungsbezirk Köslin.
Gegen Ende des Zweiten Weltkriegs besetzten am 5. März 1945 sowjetische Truppen das Dorf, aus Richtung Wieck (Wiekowice) kommend. Nach Kriegsende wurde Abtshagen von der sowjetischen Besatzungsmacht der Volksrepublik Polen zur Verwaltung unterstellt. Die einheimische Bevölkerung wurde in der Nachkriegszeit von der kommunistischen polnischen Verwaltungsbehörde  vertrieben. Für Abtshagen wurde die Ortsbezeichnung „Dobiesław“ eingeführt.
Die Ortschaft  ist heute Teil der Gmina Darłowo im Powiat Sławieński der Woiwodschaft Westpommern (bis 1998 Woiwodschaft Koszalin).

### Demographie
| Jahr | Einwohner | Anmerkungen                                               |
| ---- | --------- | --------------------------------------------------------- |
| 1818 | 436       | königliches Kirchdorf                                     |
| 1852 | 671       | [ 2 ]                                                     |
| 1864 | 687       | am 3. Dezember, auf einer Fläche von 4191 Morgen          |
| 1867 | 682       | am 3. Dezember                                            |
| 1871 | 675       | am 1. Dezember, 674 Evangelische und eine jüdische Person |
| 1885 | 640       | [ 5 ]                                                     |
| 1895 | 645       | [ 5 ]                                                     |
| 1910 | 566       | am 1. Dezember                                            |
| 1925 | 590       | [ 5 ]                                                     |
| 1933 | 515       | [ 5 ]                                                     |
| 1939 | 518       | [ 5 ]                                                     |

## Standesamt Abtshagen
Abtshagen und der Ort (Neu-)Wieck waren zum Standesamt Abtshagen miteinander verbunden.

## Kirche

### Kirchspiel Abtshagen
Abtshagen war vor 1945 rein evangelisch. Der Ort bildete mit den Dörfern Alt Wieck (Wiekowo) und (Neu-)Wieck (Wiekowice) ein eigenes Kirchspiel. 1580 wurde Pirbstow (Przystawy) nach See Buckow (Bukowo Morskie) umgepfarrt, stattdessen wurde Karnkewitz (Karnieszewice) mit Seehof (Plonka, heute nicht mehr existent) in das Kirchspiel Abtshagen eingepfarrt.
Abtshagen gehörte zum Kirchenkreis Rügenwalde der Kirchenprovinz Pommern in der evangelischen Kirche der  Altpreußischen Union.
Heute ist Dobiesław fast rein katholisch. Evangelische Kirchenglieder werden durch das Pfarramt in Koszalin (Köslin) in der Diözese Pommern-Großpolen der polnischen Evangelisch-Augsburgischen (d. h. lutherische) Kirche betreut.

### Pfarrkirche
Die Dorfkirche Abtshagen ist ein eindrucksvolles Gebäude mit starkem Westturm und Anbauten an der Nord- und Südseite.
In das Ziegelmauerwerk sind bis in große Höhe Feldstein eingefügt. Das Gotteshaus, das heute als besonders sehenswert gilt, verfügt über einen schlichten Innenraum mit wertvollen Kunstwerken.

## Schule
Es gab in Abtshagen bis 1945 zwei Schulen mit je zwei Klassen und Lehrerwohnungen: die alte Kösterschaul im Kirchende und die neuere, um die Wende zum 20. Jahrhundert errichtete Sandendschaul. Zuletzt wurden etwa 60 Kinder unterrichtet. Als letzte deutsche Lehrer waren Fran Witt (alte Schule) und Ernst Lüdtke (neue Schule) tätig.

## Verkehr
Die Ortschaft  ist zu erreichen über den Abzweig Pękanino (Panknin) der Landesstraße 6 (Europastraße 28) Stettin (Szczecin) – Danzig (Gdańsk) oder über den Abzweig Gleźnowo (Steinort) der Ostseeküstenstraße bzw. Woiwodschaftsstraße 203 Koszalin (Köslin) – Darłowo – Ustka (Stolpmünde). Bahnanschluss besteht über die zwei Kilometer entfernte Bahnstation Wiekowo (Alt Wieck) an der Bahnstrecke Stargard Szczeciński–Gdańsk.